# Oberonia setigera
Oberonia setigera là một loài thực vật có hoa trong họ Lan. Loài này được Ames mô tả khoa học đầu tiên năm 1912.

## Hình ảnh

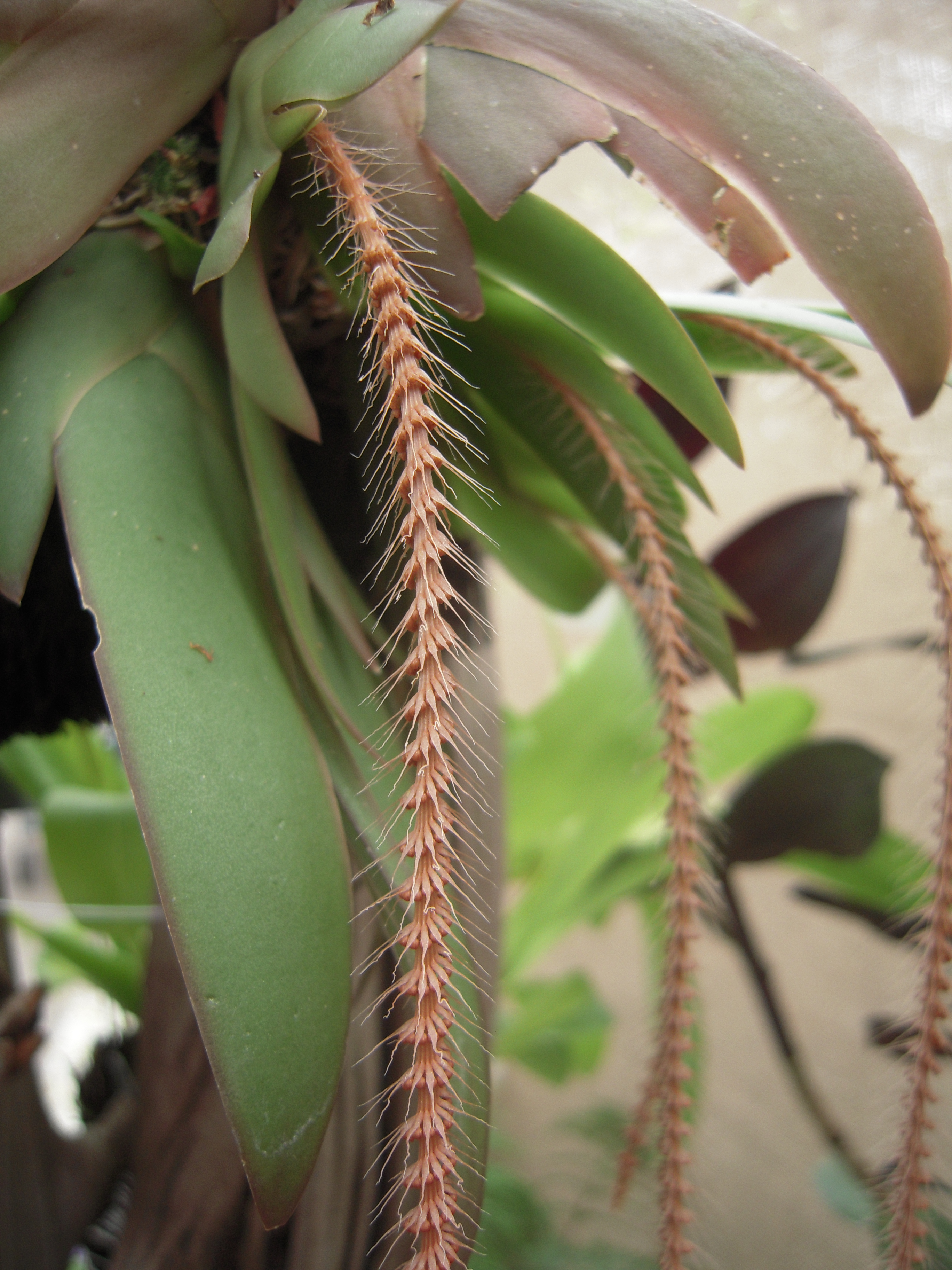